# Комиссия Жюля Дешена
Комиссия по запросу о военных преступниках в Канаде (англ. Commission of Inquiry on War Criminals in Canada), часто называемая так же Комиссия Жюля Дешена была образована правительством Канады в феврале 1985 года для расследования утверждений, что Канада превратилась в убежище для нацистских военных преступников. Комиссию возглавил судья Верховного суда Квебека (фр. Cour supérieure du Québec) в отставке Жюль Дешен (1923—2000). Комиссия представила свой доклад в декабре 1986 года.
В 1985 году указом премьер-министра Брайана Малруни было начато расследование о присутствии нацистских военных преступников в Канаде, после того как несколько членов парламента заявили, что известный нацистский преступник доктор Йозеф Менгеле, возможно, находится в стране.
Работа комиссии вызвала противостояние между еврейской с одной стороны, украинской и прибалтийской общинами с другой стороны. Украинская и прибалтийская общины протестовали против использования любых доказательств, происходящих из СССР и стран Восточной Европы, апеллируя к тому, что таким доказательствам нельзя верить и что они будут использованы для «атаки на отдельных лиц или этнические группы оппозиционные Советскому государству». Еврейская сторона указывала на то, что свидетельские показания и документы, представленные непосредственно с места совершения преступлений очень важны и на тот момент не известно ни одного случая, когда советской стороной предоставлялись фальшивые документы в подобных процессах или свидетели оговаривали кого-либо.
Канадская комиссия по военным преступникам формально признала отсутствие коллективной ответственности за военные преступления «Дивизия „Галиция“» в целом (не рассматривая, впрочем материалов с мест совершения таковых). Всё время работы комиссии проходила активная кампания балтийской и украинской диаспоры, призывавшей не рассматривать доказательств предоставленных странами Восточной Европы и СССР — что в итоге и было достигнуто формальным способом.
14 ноября 1985 комиссия установила жёсткие требования к свидетельским материалам: 1) защиту репутации посредством конфиденциальности; 2) независимые переводчики; 3) доступ к оригинальным документам; 4) доступ к данным ранее свидетельским показаниям; 5) свобода допроса свидетелей в соответствии с канадской юридической практикой; 6) видеозапись допросов свидетелей. Удовлетворительного ответа на эти требования, до июня 1986 года от советской стороны получено не было. В связи с этим комиссия решила, что времени на поездки комиссии до завершения её работы недостаточно, отказавшись таким способом от рассмотрения доказательств с места рассматриваемых событий.
Комиссия рассмотрела материалы на заявленных 774 военных преступника, а так же дополнительно представленные списки на 38 и 71 имён, возможно находящихся в Канаде. В отношении 341 комиссия не нашла доказательств того, что кто-либо из них проживал или останавливался в Канаде; 21 из указанных в списке проживали в Канаде, но на момент рассмотрения дела выехали из неё, 86 умерли в Канаде; местонахождение 4-х прибывших в Канаду установить не удалось; прямых доказательств о военных преступлениях в делах 154 комиссией найдены не были. 
В связи с этим рассмотрение 606 дел было прекращено. В 97 делах Комиссия не нашла прямых доказательств в отношении свершений военных преступлений, но посчитала вероятным существования подобных доказательств в странах Восточной Европы. Решение о передаче или отказе в передаче этих дел за границу было оставлено на откуп правительству Канады. 34 дела не были рассмотрены в связи с отсутствием своевременного ответа от иностранных органов. Не были рассмотрены, из-за лимита времени, и дела на дополнительные 38 и 71 имён.
Всего комиссия нашла видимый состав преступления у лишь 20 подозреваемых из представленного списка.
К концу 1986 года комиссия предоставила правительству Канады документы на 20 подозреваемых, со своими рекомендациями по проведению каждого дела.
Комиссия также рекомендовала произвести изменения в уголовном, и иммиграционном законах страны. В июне 1987 года парламент утвердил изменения в уголовном законодательстве, которые позволили рассматривать военные преступления совершённые за границей в канадских судах. Также было утверждено изменение в иммиграционном законе, позволяющее лишать гражданства и депортировать военных преступников.
Новый уголовный кодекс установил весьма высокие требования доказательств причастности к военным преступлениям, и уголовные дела были начаты в отношении как минимум четырёх обвиняемых. Одно дело завершилось оправданием подозреваемого, два дела были прекращены из-за невозможности доступа к уликам из СССР, и ещё одно дело было приостановлено по состоянию здоровья подозреваемого.
Несколько гражданских дел против обвинённых в военных преступления завершились несколько большим успехом. На 1998 год шесть подозреваемых были найдены виновными в сокрытии обстоятельств их участия в войне, и представлены на лишение гражданства. Двое подозреваемых решили не опротестовывать обвинения, и покинули страну. Дела против семи других были прекращены по их смерти.
Неочевидные причины задержки с рассмотрением дел отдельных лиц, доказательная база, по которым была принята к рассмотрению, как достоверная, а так же ряд других фактов выразились в том, что канадское правительство было подвергнуто неоднократной критике за отсутствие ответственного подхода к делам нацистских военных преступников.